# 240e régiment d'infanterie territoriale
Le 240e régiment d'infanterie territoriale est un régiment d'infanterie de l'armée de terre française qui a participé à la Première Guerre mondiale.

## Création et différentes dénominations
- Janvier 1917: Dissolution

## Historique des garnisons, combats et batailles du240eRIT

### Première Guerre mondiale

#### Affectations
- 104e Division d'Infanterie Territoriale, d'août 1914 à novembre 1916

#### 1917
En Janvier 1917 le régiment est dissous.

## Drapeau
Il porte, cousues en lettres d'or dans ses plis, les inscriptions suivantes :
- La Somme 1916